# Huawei Y3 2017
Huawei Y3 2017 — телефон з лінійки «Y», який був представлений компанією Huawei в червні 2017 року.
Бюджетний смартфон компанії Huawei став продовженням Huawei Y3 II. Апарат має пластиковий корпус. Варіанти виконання: синій, білий, золотий, сірий, рожевий.
Станом на серпень 2018 року ціна смартфону Huawei Y3 2017 становить від 2250 до 2599 грн.

## Апаратне забезпечення
Смартфон має дві модифікації, які побудовані на процесорах:
- MediaTek MT6737M — чотири ядра Cortex-A53, що функціонують на тактовій частоті 1,1 ГГц;
- MediaTek MT6580M — чотирьох'ядерний Cortex-A7 з частотою 1,3 ГГц.

Модель Huawei Y3 2017 має 1 ГБ оперативної пам'яті. 8 ГБ власної пам'яті, яку можна розширити картою microSD до 128 ГБ. На задній стороні телефону розташована камера на 8 Мп. На фронтальній стороні 2-мегапіксельна камера.
Екран смартфону — це IPS матриця діагоналлю 5 дюймів з мультитач сенсором. Роздільна здатність 480 × 854 пікселлів, співвідношення 16:9.
Телефон має акумуляторну батарею ємністю 2200 мА·год.

## Програмне забезпечення
Huawei Y3 2017 працює на операційній системі Android 6.0 Marshmallow з оболонкою EMUI 4.1 Mini.
Підтримує стандарти зв'язку: GSM/GPRS/EDGE (850, 900, 1800, 1900 МГц), HSDPA (850, 900, 2100 МГц), LTE (2100, 800, 1800, 2600, 900 VOLTE).
Бездротові інтерфейси: Wi-Fi 802.11b/g/n (2,4 ГГц), Bluetooth 4.0 LE.